# Municipio La Paz (Baja California Sur)
Koordinaten: 24° 0′ N, 110° 0′ W
La Paz ist ein Municipio im Süden des mexikanischen Bundesstaats Baja California Sur. Die Gemeinde hatte beim Zensus 2010 251.871 Einwohner, ihre Fläche beläuft sich auf knapp 15.900 km². Hauptort und größte Stadt im Municipio ist das gleichnamige La Paz.

## Geographie
Das Municipio La Paz liegt im Süden des Bundesstaates Baja California Sur auf einer Höhe von bis zu 2000 m und zählt zur Gänze zur physiographischen Provinz der Halbinsel Niederkalifornien. Die Geologie des Municipios setzt sich etwa zur Hälfte aus Sedimentgestein (insbesondere Sandstein) zusammen bei etwa 17 % Extrusivgestein, etwa 14 % Alluvionen und etwa 12 % Intrusivgestein. Vorherrschende Bodentypen sind der Regosol (42 %) und der Leptosol (29 %). Gut 80 % der Gemeindefläche sind von Gestrüpplandschaft bedeckt, etwa 16 % sind bewaldet.
Das Municipio grenzt im Norden ans Municipio Comondú, im Osten an den Golf von Kalifornien, im Süden ans Municipio Los Cabos und im Westen an den Pazifik. Zum Gemeindegebiet zählen mehrere Inseln im Golf von Kalifornien, darunter Isla San José, Isla Espíritu Santo und Isla Cerralvo.

## Bevölkerung
Das Municipio zählt laut Zensus 2010 251.871 Einwohner in etwa 70.000 Wohneinheiten. Davon wurden 2.509 Personen als Sprecher einer indigenen Sprache registriert, darunter 794 Sprecher des Mixtekischen und 599 Sprecher des Nahuatl. Etwa 2,3 % der Bevölkerung waren Analphabeten. 114.212 Einwohner wurden als Erwerbspersonen registriert, wovon ca. 64 % Männer bzw. 4,4 % arbeitslos waren. 2,8 % der Bevölkerung lebten in extremer Armut.

## Ortschaften
Das Municipio La Paz umfasst 1044 bewohnte localidades, von denen vom INEGI neben dem Hauptort auch Todos Santos, El Centenario und El Manchón als urban klassifiziert sind. Acht Orte wiesen beim Zensus 2010 eine Einwohnerzahl von über 1000 auf, 1008 Orte hatten weniger als 100 Einwohner. Die größten Orte sind:
| Ort                         | Bevölkerung |
| La Paz                      | 215.178     |
| Todos Santos                | 005.148     |
| El Centenario               | 004.696     |
| El Pescadero                | 002.338     |
| Chametla                    | 002.178     |
| Colonia Calafia             | 001.690     |
| Melitón Albáñez Domínguez   | 001.588     |
| Los Barriles                | 001.174     |
| El Sargento                 | 000.958     |
| San Juan de los Planes      | 000.902     |
| General Juan Domínguez Cota | 000.801     |
| El Cachanilla               | 000.626     |
| El Carrizal                 | 000.618     |
| San Pedro                   | 000.568     |